# Glyptotendipes aequalis
Glyptotendipes aequalis är en tvåvingeart som först beskrevs av Jean-Jacques Kieffer 1922.  Glyptotendipes aequalis ingår i släktet Glyptotendipes och familjen fjädermyggor.
Artens utbredningsområde är Tyskland. Arten har ej påträffats i Sverige. Inga underarter finns listade i Catalogue of Life.